# Climat du Maroc

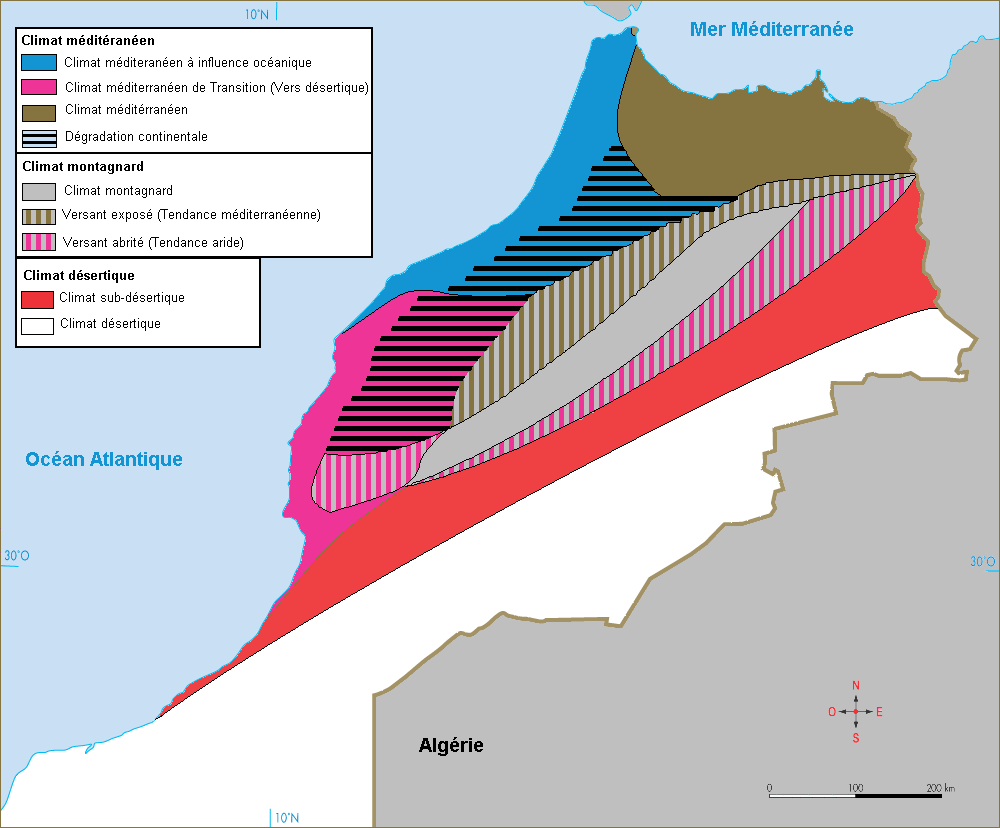
Carte climatique du Maroc.

Le climat du Maroc peut être divisé en sept sous-zones, déterminées par les différentes influences que subit le pays influences océaniques, méditerranéennes, montagnardes, continentales et désertiques.

## Les plaines atlantiques Nord

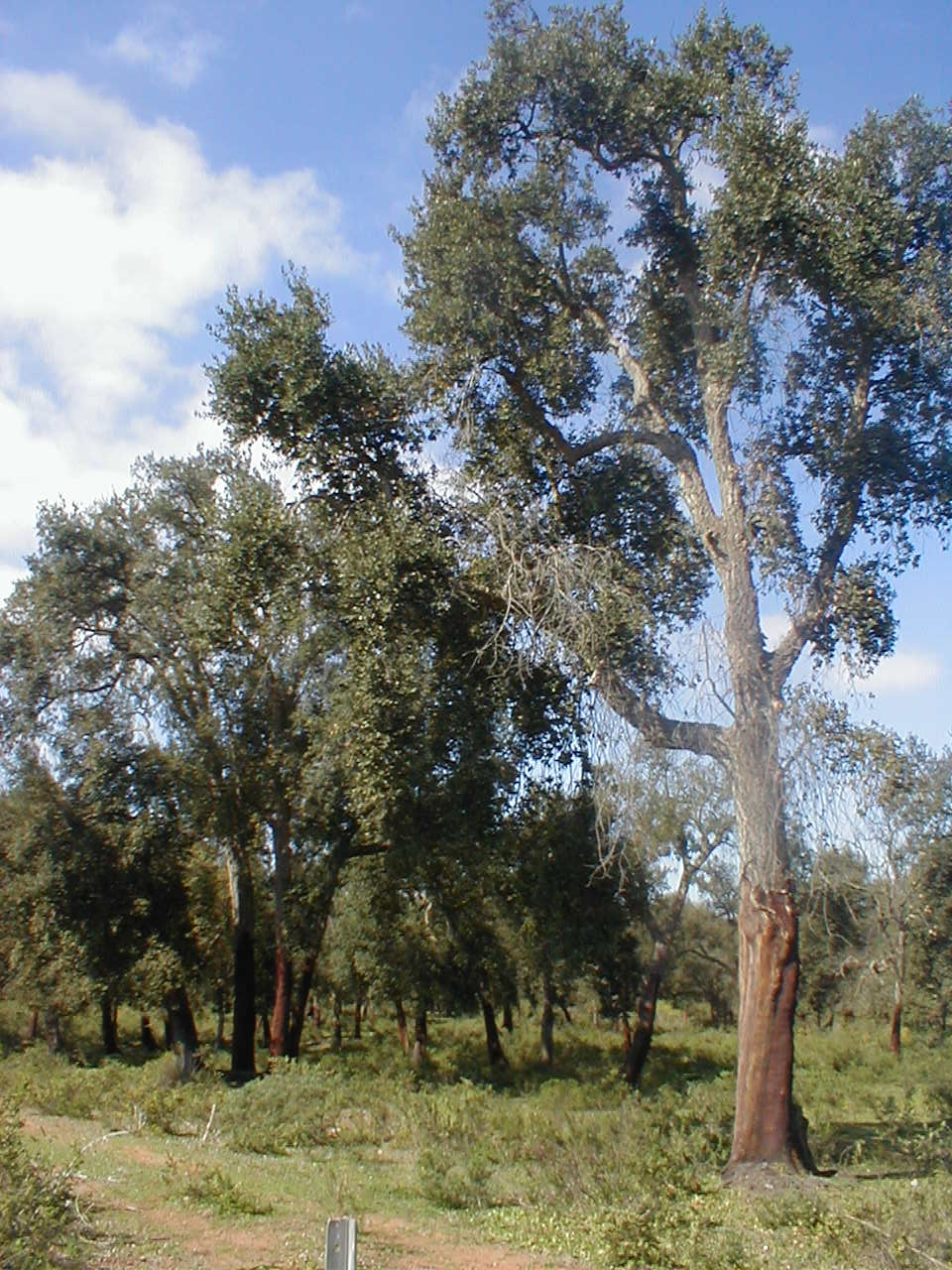
Forêt de la Maamora (près de Rabat)

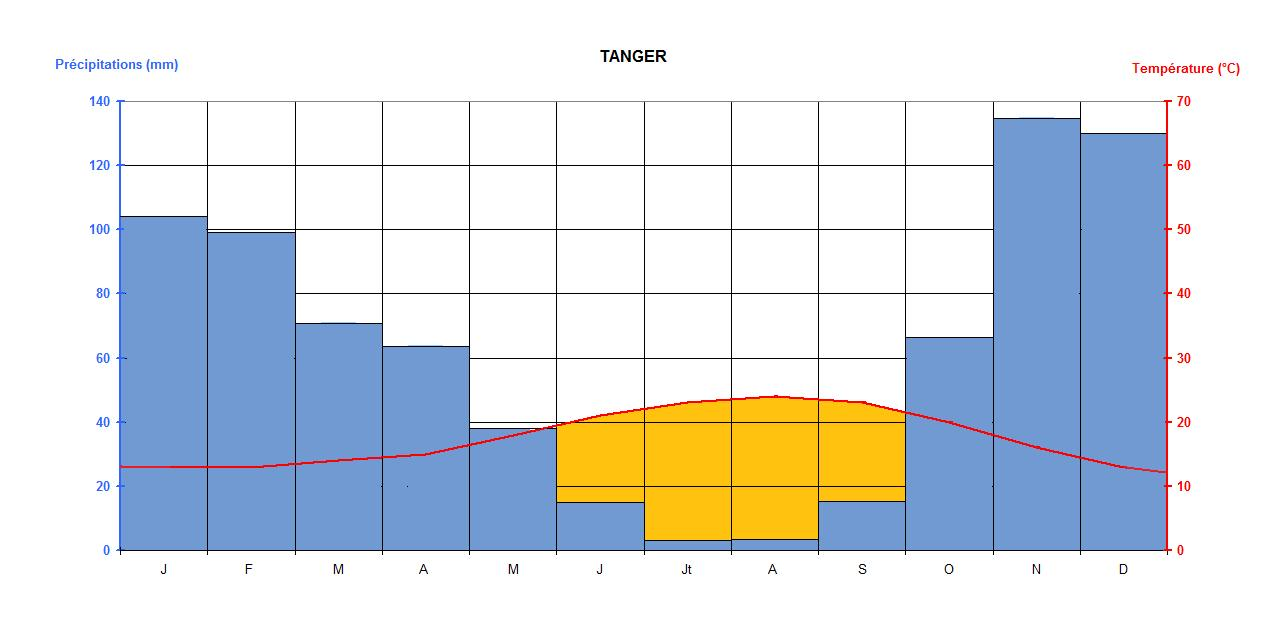
Graphique Ombrothermique Tanger

Cette zone correspond plus ou moins au littoral atlantique allant de la péninsule tangéroise à El-Jadida. Elle connaît un climat méditerranéen à influence océanique. Elle est fortement soumise aux perturbations océaniques venant de l'Atlantique pendant la période des pluies qui commence en octobre et peut se prolonger jusqu'en mai dans l'extrême Nord. L'été quant à lui est sec et ensoleillé, mais cela n'empêche pas l'existence de bancs de brumes matinaux et la rosée nocturne, assez fréquents pendant cette période. Cependant la variabilité des précipitations est très forte : elles sont divisées de moitié du nord au sud. Si le cumul annuel des précipitations est plus de 810 mm à Tanger et de 800 à Asilah. Il est de 740 à Larache, 630 à Kénitra, 570 à Rabat et de près de 450 à Casablanca. Quant aux températures elles sont plutôt homogènes, et les courants atlantiques radoucissent le climat, l'hiver est plus doux et l'été plus clément. La température moyenne en janvier est de 12 à 13 °C avec des nuits qui peuvent être très fraîches. Quant aux températures estivales, elles oscillent autour de 23 °C (les journées caniculaires sont relativement rares).
Ce climat a été favorable pour faire de ces régions de grandes zones agricoles telle que la plaine du Gharb et le bassin du Loukkos. On y trouve également des forêts de chênes verts, chênes lièges et d'eucalyptus.
| mois               | J   | F  | M  | A  | M  | J  | Jt | A  | S  | O  | N   | D   |
| Température(°C)    | 13  | 13 | 14 | 15 | 18 | 21 | 23 | 24 | 23 | 20 | 16  | 13  |
| Précipitations(mm) | 104 | 99 | 71 | 64 | 38 | 15 | 3  | 3  | 15 | 66 | 135 | 130 |

## Des plaines de Doukkala au bassin du Souss

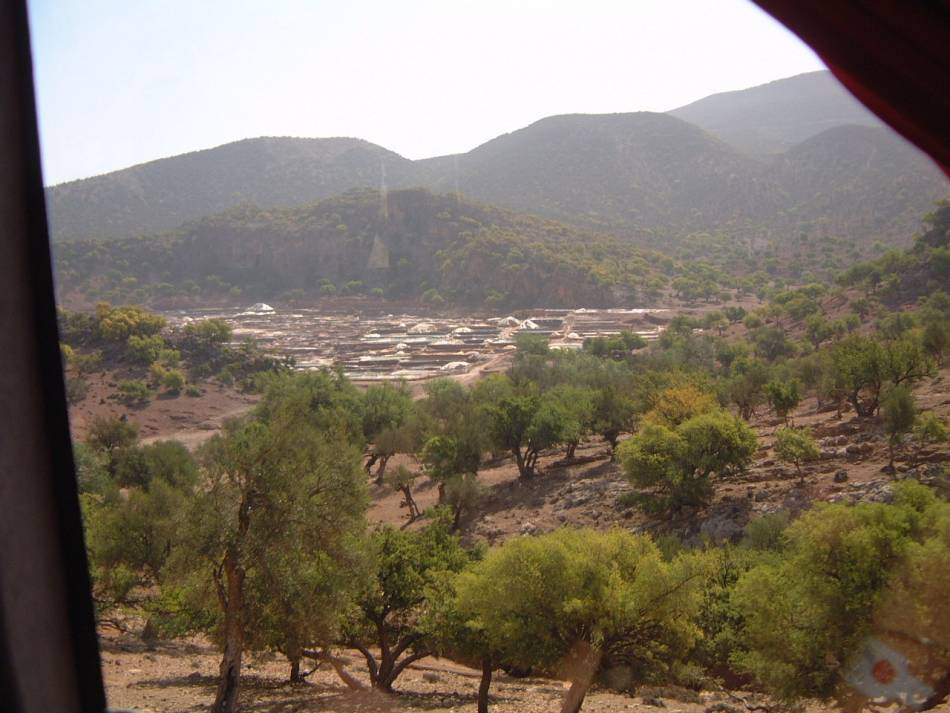
Arganeraie entre Essaouira et Agadir

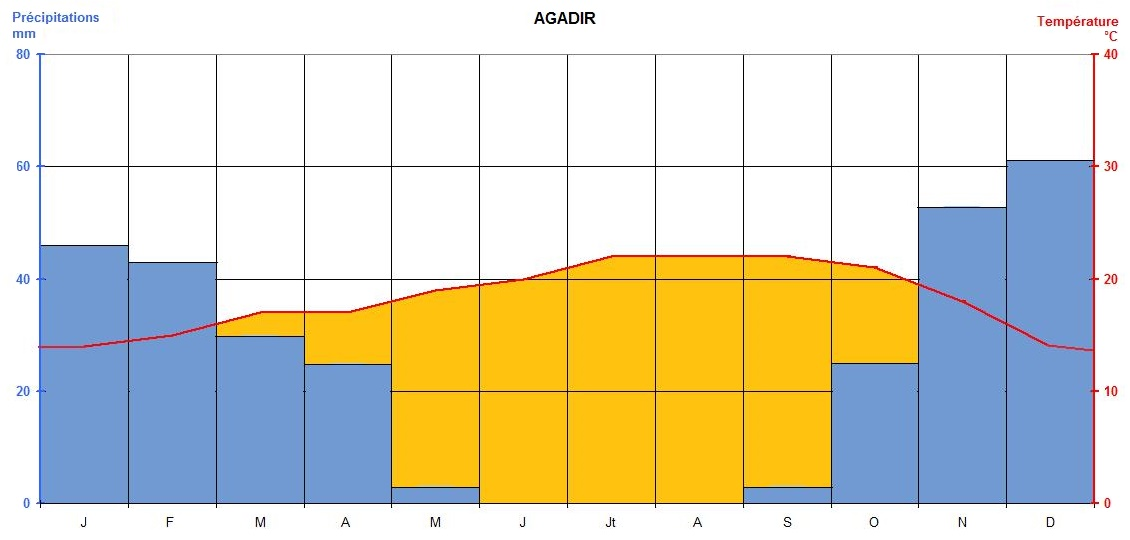
Graphique Ombrothermique Agadir

Cette zone s'étend de Safi au sud d'Agadir. Elle comprend la plaine de Doukkala, le littoral d'Essaouira et le bassin du Souss. Le climat de cette région est une dégradation du climat des plaines atlantiques Nord, avec une aridité croissante en allant vers le sud, en raison des influences sahariennes qui commencent à se faire sentir. Le cumul des précipitations est de 400 mm à Safi, 300 mm à Essaouira et 270 mm à Agadir. La période des pluies est inférieure à six mois et se concentre essentiellement entre novembre et mars. Comme sur la côte atlantique nord, les brouillards et les rosées sont fréquents et l'ensoleillement y est record, plus de 300 jours de Soleil par an à Agadir. Les températures sont fortement influencées par le front alizé qui souffle tout au long de l'année. Elles varient, donc, très peu entre l'hiver et l'été, et s'échelonnent de 14 à 16 °C en janvier et 19 à 22 °C en juillet. Cependant cette région peut ponctuellement subir des remontées d'air saharien qui peuvent faire grimper les températures au-delà de 40 °C.
Dans cette région pousse le fameux arbre endémique du Sud du Maroc : l'arganier qui y trouve tous les éléments propices à son développement. La région est également célèbre pour ses cultures d'agrumes principalement concentrées dans la plaine du Souss.
| mois               | J  | F  | M  | A  | M  | J  | Jt | A  | S  | O  | N  | D  |
| Température(°C)    | 14 | 15 | 17 | 17 | 19 | 20 | 22 | 22 | 22 | 21 | 18 | 14 |
| Précipitations(mm) | 46 | 43 | 30 | 25 | 3  | 0  | 0  | 0  | 3  | 25 | 53 | 61 |

## Les plateaux intérieurs

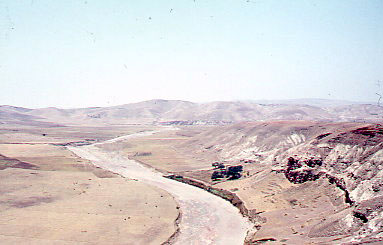
Vallée du Tensift (plateau central)

Cette zone forme un croissant allant de Fès au nord-est à Marrakech dans le sud-ouest. Elle comprend les plaines et plateaux du Saïss, de la Chaouia, d'Abda et du Haouz. Il s'agit en réalité d'une dégradation des deux climats précédents avec une continentalité relativement marquée. En fait cette zone pourrait être divisée en deux, une semi-aride dans le sud et une autre plus humide dans le nord plus proche du climat des plaines du nord. En effet si Fès et Meknès reçoivent entre 500 et 600 mm de pluie par an (même 650mm à Sefrou), cette quantité chute drastiquement en dessous des 350 mm au sud de Settat avec notamment 280 mm à Marrakech. La continentalité de cette région a deux conséquences : 

1) une faible humidité de l'air, qui donne cette fameuse couleur bleue éclatante au ciel de la ville rouge, Marrakech; 

2) les amplitudes thermiques sont très importantes aussi bien sur l'année qu'au cours d'une même journée. Les températures moyennes en hiver vont de 9 à 11 °C, et montent en été jusqu'à 26 à 28 °C. Mais il faut également savoir que le gel est relativement fréquent en hiver et les journées souvent torrides en été.

Si dans le nord les paysages de cette zone font penser à la meseta espagnol, dans le sud ils prennent un aspect plus ou moins steppique (steppe à jujubiers, buissons épineux...). On y cultive également la vigne généralement dans le Nord et les oliviers principalement dans le Sud.
| mois               | J  | F  | M  | A  | M  | J  | Jt | A  | S  | O  | N  | D  |
| Température(°C)    | 12 | 14 | 16 | 18 | 21 | 24 | 28 | 28 | 26 | 21 | 17 | 13 |
| Précipitations(mm) | 28 | 30 | 36 | 33 | 18 | 8  | 3  | 3  | 8  | 20 | 38 | 28 |

## La côte méditerranéenne et le Rif

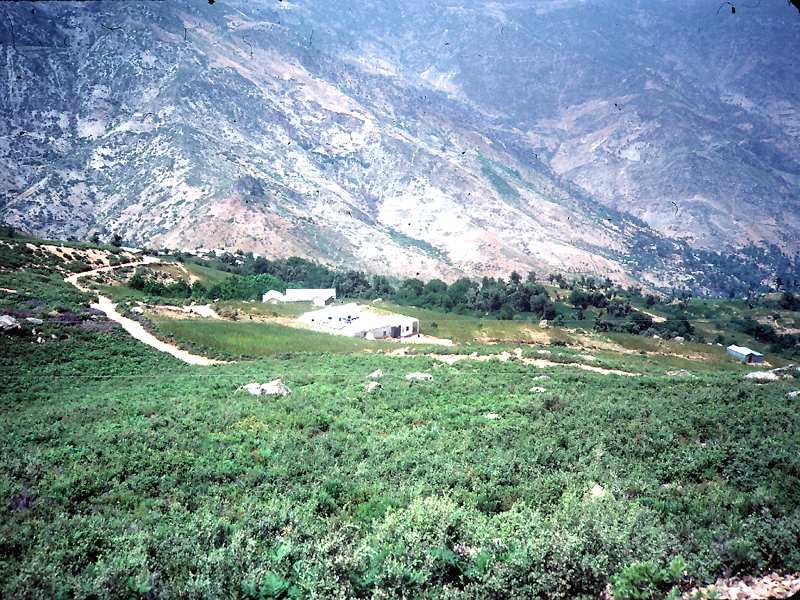
Montagnes du Rif

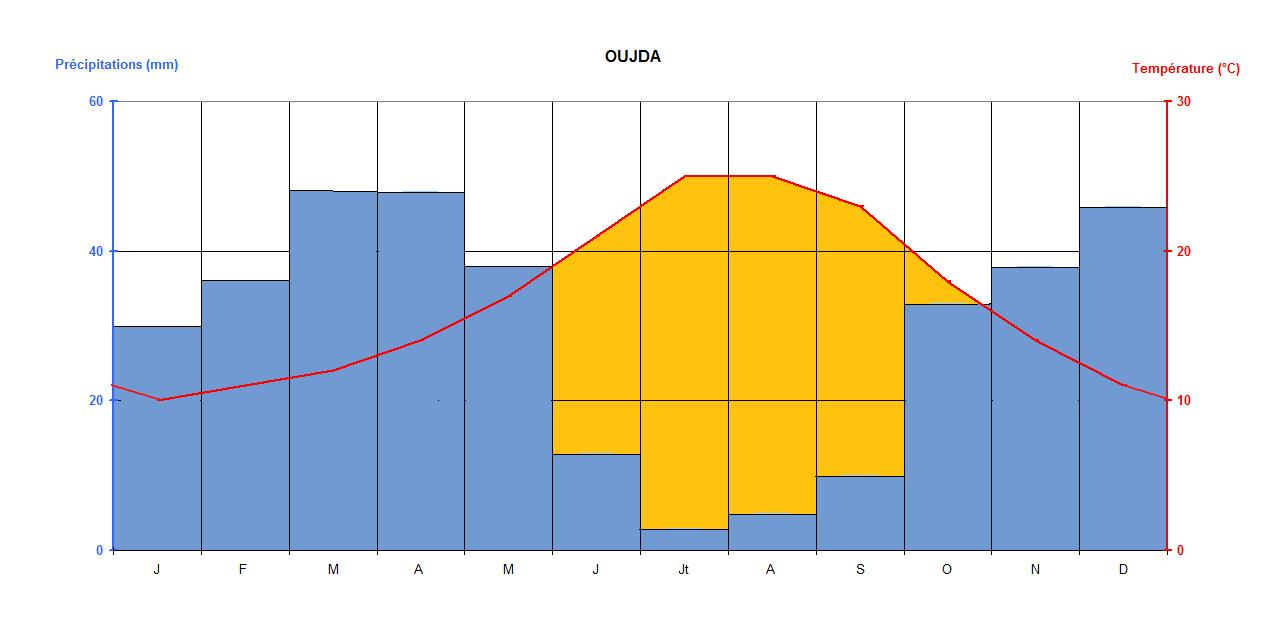
Graphique ombrothermique Oujda

Cette zone est constituée du littoral méditerranéen et d'un arrière-pays montagneux : le Rif (plus de 2 000m d'altitude). À l'est, près de la frontière algérienne, le relief s'abaisse vers les plateaux de la basse Moulouya. Le climat est typiquement méditerranéen sur le littoral avec un hiver doux (9 à 12 °C) et modérément arrosé, doublé d'un été chaud et sec (24 à 26 °C). Dans les reliefs de l'arrière-pays, les précipitations peuvent atteindre un maximum de plus de 1500 mm par an avec de la neige et des températures fraîches en hiver. Le cumul moyen des précipitations est de 700 mm à Ouezzane, 750 mm à Tétouan, et de plus de 1200 mm à Chefchaouen. Encore une fois il existe un contraste entre l'ouest qui est plus exposé aux dépressions venues de l'Atlantique et par conséquent plus humide, et l'est plus abrité et donc plus sec. Le cumul des précipitations sur la période de 30 ans à Al-Hoceima et Oujda est de 350 à 400 mm.
La chaîne du Rif est relativement verdoyante et luxuriante, les pins poussent près du littoral, et les massifs sont couverts de chênes verts, de cèdres voire de sapins. Dans l'est plus sec on trouve du maquis et des pins d'Alep. Cette région est également connue pour ses cultures de cannabis.
| mois               | J  | F  | M  | A  | M  | J  | Jt | A  | S  | O  | N  | D  |
| Température(°C)    | 10 | 11 | 12 | 14 | 17 | 21 | 25 | 25 | 23 | 18 | 14 | 11 |
| Précipitations(mm) | 30 | 36 | 48 | 48 | 38 | 13 | 3  | 5  | 10 | 33 | 38 | 46 |

## Le Moyen et le Haut Atlas

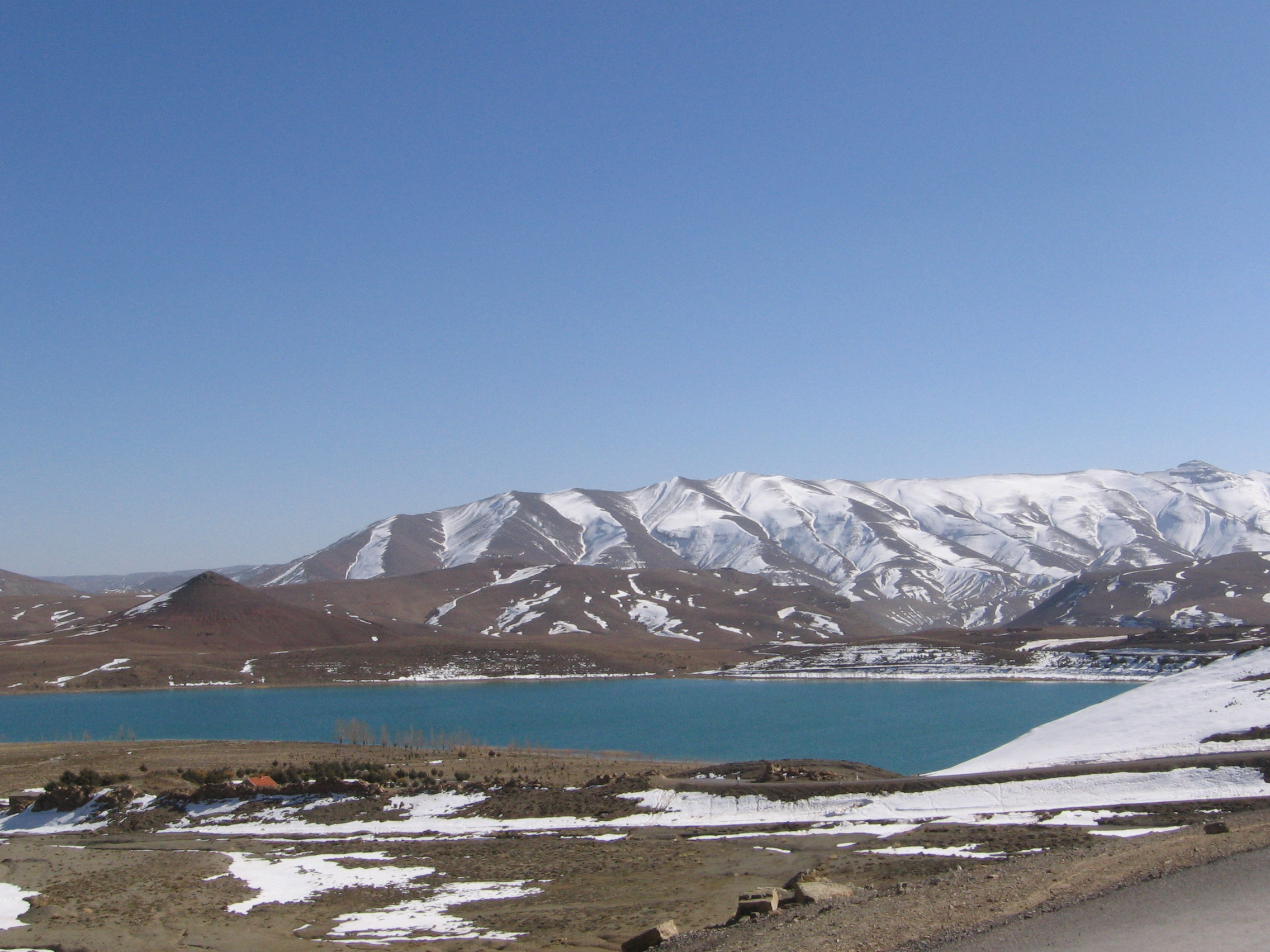
Lac Tislit dans le Haut Atlas

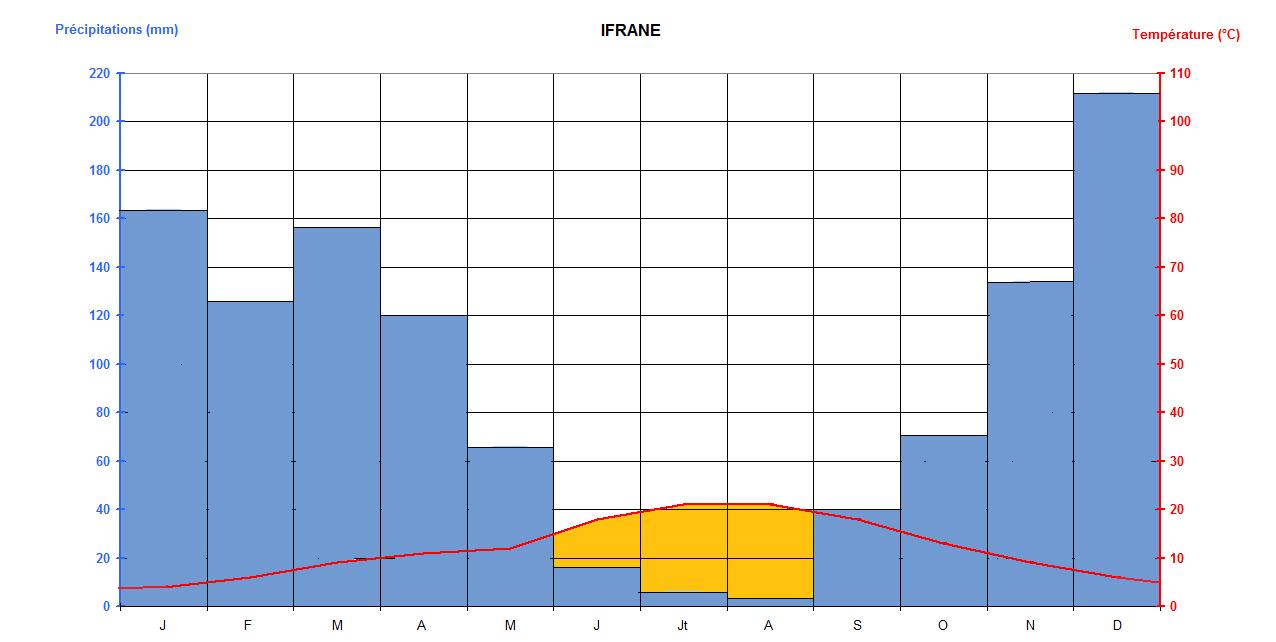
Graphique Ombrothermique Ifrane

Le Moyen Atlas et le Haut Atlas forment une chaîne de montagnes orientée sud-ouest nord-est, avec une altitude allant de 2500 m à 4000 m. Le point culminant est le djebel Toubkal (4165 m) plus haut sommet d'Afrique du Nord. Elle forme une barrière entre le Maroc méditerranéen et le Maroc désertique. Le climat y est montagnard dans la partie centrale de la chaîne, mais il subit des influences océaniques et méditerranéennes sur le versant nord exposé aux dépressions venues de l'Atlantique pendant la saison froide, quant au versant sud abrité de celles-ci, il subit les influences désertiques du Sahara. Si le Moyen Atlas reçoit entre 1000 et 1500 mm de précipitations en moyenne par an (1200 mm à Ifrane, 1100 à Immouzzer), le Haut Atlas n'en reçoit lui que 600 à 900 mm, voire 400/500 mm seulement pour les versants les plus abrités. Les chutes de neige sont très abondantes pendant l'hiver et peuvent se prolonger jusqu'au mois de mai. Pendant l'été la zone est fréquemment touchée par des épisodes orageux. Quant aux températures, elles sont rudes en hiver avec des gelées permanentes (jusqu'à −18 °C), tandis que pendant l'été elles sont assez agréables avec 20 °C en moyenne.
Les paysages sont magnifiques et très variés dans cette région. Elle comporte une biodiversité d'une grande richesse. Le Moyen Atlas est couvert de forêts de cèdres, alors que de magnifiques chênaies et des pins d'Alep couvrent les versants du Haut Atlas. Sur les versants abrités on trouve une végétation plus éparse composée d'espèces plus exotiques telles le thuya, le genévrier, le caroubier, le pistachier de l'Atlas, etc. On y trouve également de nombreuses rivières ainsi que des cascades saisissantes, la majorité des cours d'eau prenant naissance dans ces massifs.
| mois               | J   | F   | M   | A   | M    | J    | Jt   | A    | S    | O    | N   | D   |
| Température(°C)    | 1,9 | 3,9 | 6,7 | 9,2 | 12,6 | 17,9 | 21,3 | 20,8 | 18,1 | 13,2 | 7,2 | 3   |
| Précipitations(mm) | 164 | 126 | 156 | 120 | 66   | 16   | 6    | 3    | 40   | 70   | 134 | 212 |

## L'Anti-Atlas et les vallées pré-sahariennes

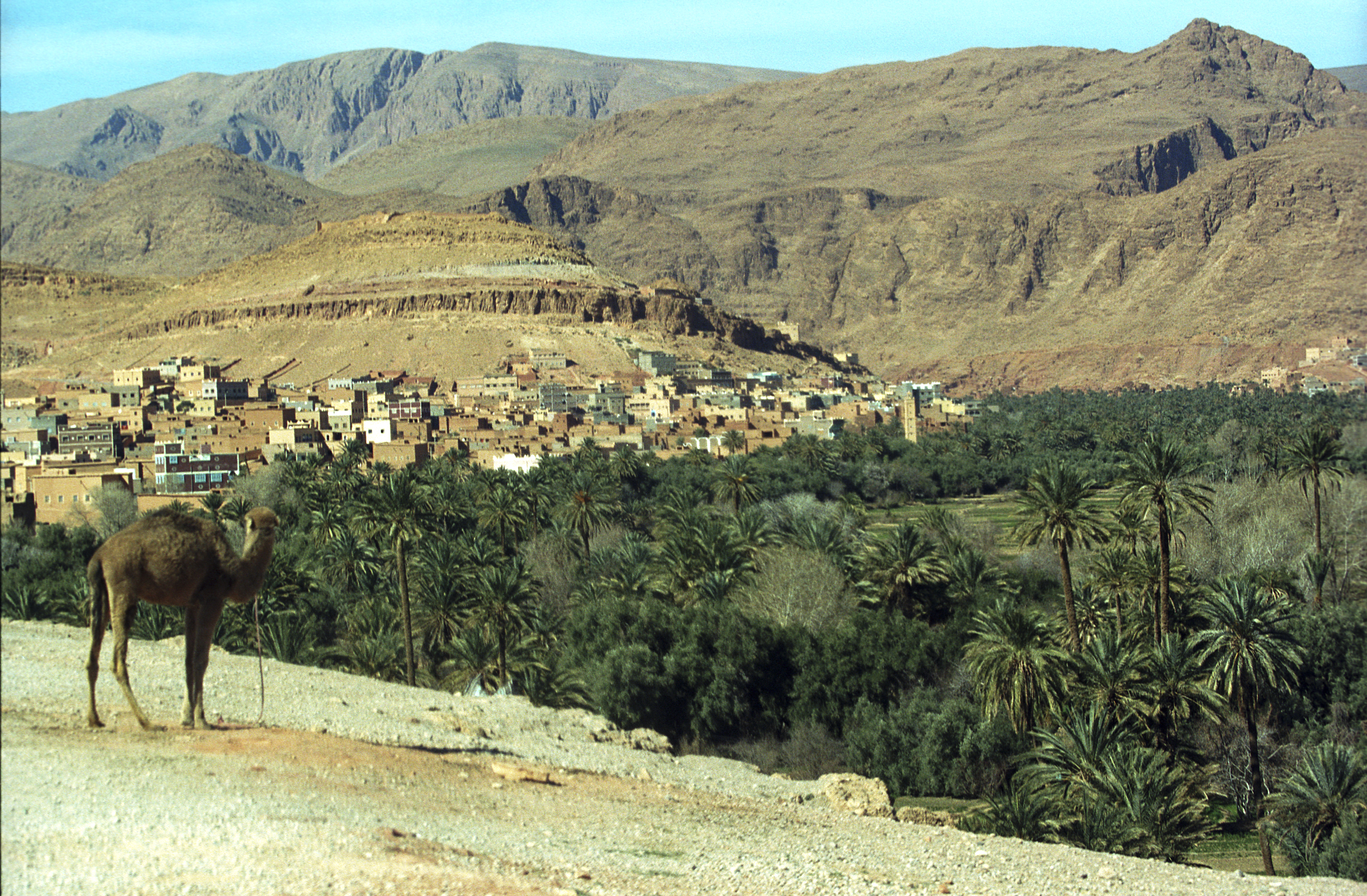
Vallée de Toudra "Toudgha" (Sud Marocain)

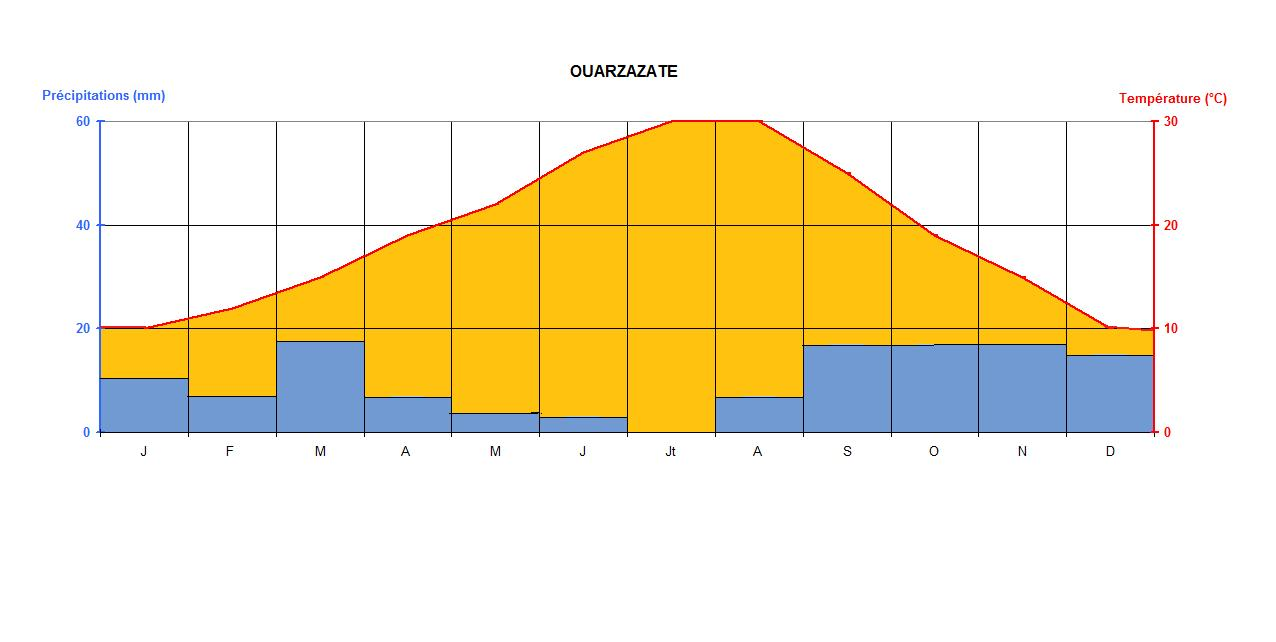
Graphique Ombrothermique Ouarzazate

Cette zone est composée des contreforts du Sahara du Moyen Atlas et du Haut Atlas, ainsi que l'Anti-Atlas qui est dérivation la plus septentrionale de l'Atlas marocain. Le climat y est désertique avec des influences montagnardes, étant donné l'altitude. La zone reçoit entre 100 et 200 mm de précipitations (120 mm à Ouarzazate). Les températures moyennes sont très contrastées et sont de 6 à 11 °C en hiver et de 27 à 32 °C . Les températures moyennes minimales et maximales sont respectivement de 1 °C et 17 °C pendant le mois le plus froid en hiver et de 21 °C et 40 °C pendant le mois le plus chaud en été à Ouarzazate. En hiver, les vents frais et humides viennent de l'océan et de la mer. En été, les vents chauds et secs viennent directement du désert. L'altitude accentue le caractère continental du climat désertique, qui est un peu moins sec et moins chaud, particulièrement en hiver, que les plus basses altitudes situées plus au sud qui connaissent des hivers plus chauds et plus secs.
La steppe est la seule végétation qui pousse dans ces régions excepté le long des nombreuses vallées et des oueds ou les hommes ont aménagé des oasis verdoyantes qui s'étendent sur plusieurs kilomètres (vallée du Dadès, de Draa...).
| mois               | J  | F  | M  | A  | M  | J  | Jt | A  | S  | O  | N  | D  |
| Température(°C)    | 10 | 12 | 15 | 19 | 22 | 27 | 30 | 30 | 25 | 19 | 15 | 10 |
| Précipitations(mm) | 10 | 7  | 17 | 7  | 4  | 3  | 0  | 7  | 17 | 17 | 17 | 15 |

## Le domaine saharien

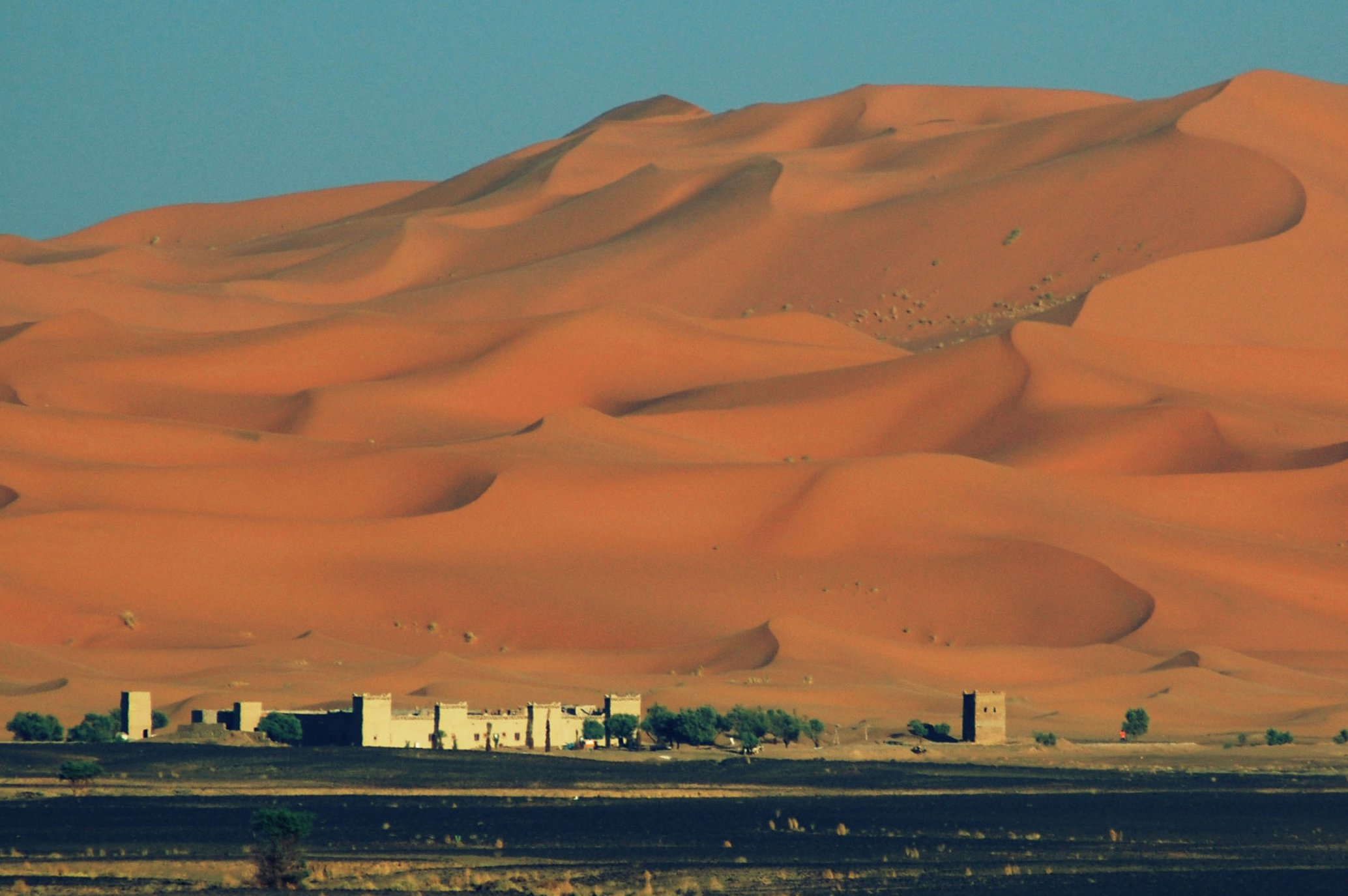
(à 50 km au sud de la ville d'Erfoud)

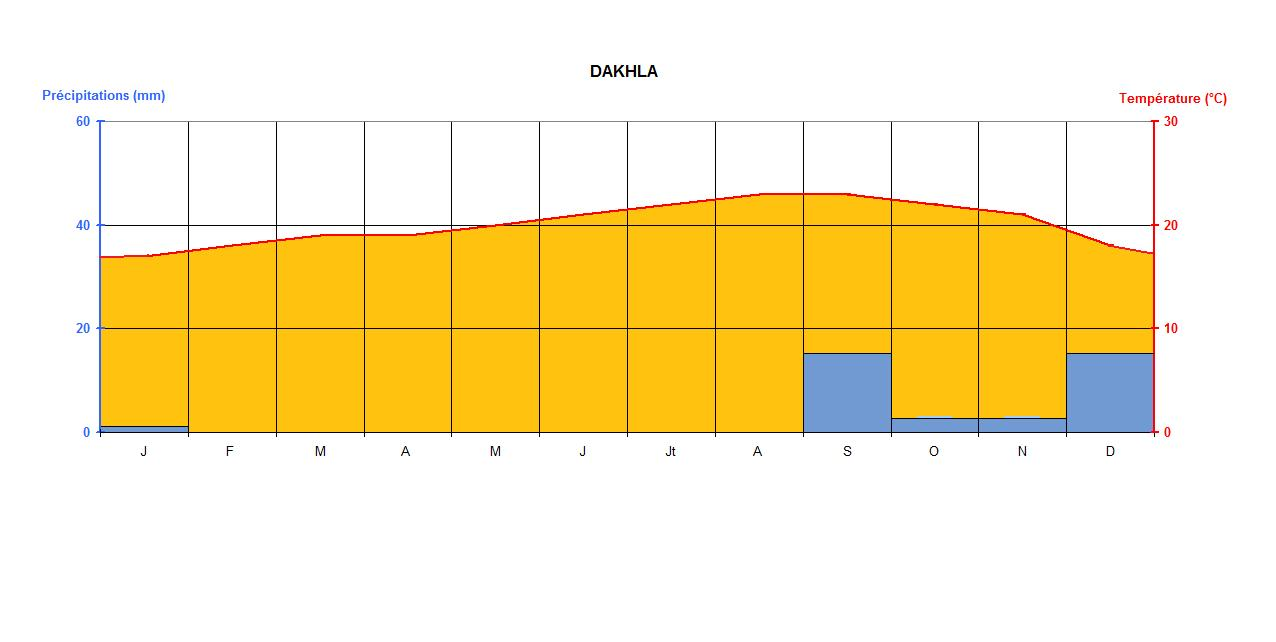
Graphique Ombrothermique Dakhla

Cette zone est celle située au sud du Massif de l'Atlas. Le climat y est typiquement désertique avec de très rares précipitations, un ensoleillement très généreux, des étés longs et torrides, des hivers très peu marqués et agréables. Les précipitations sont quasi absentes toute l'année, avec bien moins de 100 mm par an (61 mm à Zagora, 59 mm à Merzouga, 33 mm à Dakhla). Les températures moyennes minimales et maximales sont respectivement de 3,8 °C et 20,8 °C durant le mois le plus froid de l'hiver et de 25,7 °C et 44,3 °C durant le mois le plus chaud de l'été à Zagora, alors que l'altitude y est de près de 700 m. Une telle chaleur estivale est extrême pour une telle altitude. Sur le littoral atlantique du Sahara occidental, les amplitudes thermiques sont plus faibles et les températures maximales sont très modérées en été, avec des températures moyennes minimales et maximales respectivement de 13 °C et 22 °C pour le mois le plus froid et de 19 °C et 27 °C pour le mois le plus chaud. Dans le désert les nuits peuvent être très fraîches en hiver. Le ciel est dégagé, clair et lumineux toute l'année et les journées couvertes demeurent assez rares. Dans l'ensemble du Maroc, les températures moyennes annuelles dépassent les 20 °C que dans les régions présahariennes et sahariennes avec un maximum proche de 25 °C dans les endroits les plus chauds sur l'année. Par exemple, cette dernière est de 23,1 °C à Zagora.
La végétation est très rare, c'est le domaine des ergs (désert de dunes) et des regs (désert de cailloux).
| mois               | J  | F  | M  | A  | M  | J  | Jt | A  | S  | O  | N  | D  |
| Température(°C)    | 17 | 18 | 19 | 19 | 20 | 21 | 22 | 23 | 23 | 22 | 21 | 18 |
| Précipitations(mm) | 1  | 0  | 0  | 0  | 0  | 0  | 0  | 0  | 15 | 3  | 3  | 15 |